# Comparação entre nazismo e stalinismo
Diversos autores realizaram comparações entre o nazismo e o stalinismo, nas quais buscaram compreender se ambas ideologias eram semelhantes ou diferentes, como essas conclusões afetaram a compreensão da história do século XX, que relação existia entre os dois regimes e por que ambos tiveram proeminência ao mesmo tempo. As respostas a todas essas perguntas são disputadas. Durante o século XX, a comparação entre stalinismo e nazismo foi feita sobre temas como totalitarismo, ideologia e personalidade. Ambos regimes foram vistos em contraste com o Ocidente liberal, com ênfase nas semelhanças entre os dois, enquanto as suas diferenças foram minimizadas.
Hannah Arendt, Carl Joachim Friedrich e Zbigniew Brzezinski eram proeminentes defensores dessa interpretação totalitária, mas o modelo totalitário foi questionado, em 1970, por cientistas políticos que procuravam entender a União Soviética em termos de modernização e pelos historiadores funcionalistas Martin Broszat e Hans Mommsen, os quais argumentavam que o regime nazista era  muito desorganizado para ser considerado totalitário. A comparação entre o stalinismo e o nazismo, que foi realizada em uma base teórica por cientistas políticos durante a Guerra Fria, agora é abordada com base em pesquisa empírica, pois mais informação está disponível. No entanto, continua a ser um campo negligenciado de estudo acadêmico.

## Similaridades
Embora o partido nazista alemão fosse ideologicamente contrário ao comunismo, Adolf Hitler e outros líderes nazistas frequentemente expressaram o reconhecimento de que só na Rússia Soviética os seus homólogos revolucionários e ideológicos podiam ser encontrados. Em numerosas ocasiões, Hitler elogiou publicamente Stalin e ele via o stalinismo positivamente, como uma busca de purificação do Partido Comunista da União Soviética de influências judaicas, observando a purga de judeus comunistas como Leon Trótski, Grigori Zinoviev, Lev Kamenev e Karl Radek (ver: Grande Expurgo).

### Biopolítica
O stalinismo e o nazismo enfatizaram mutuamente a importância da biopolítica utópica, especialmente no que diz respeito à reprodução. Essa ênfase por si só não era única, pois  muitos outros países europeus praticavam a eugenia naquele momento e os ideais stalinistas e nazistas eram muito diferentes. Afirma-se que o nazismo baseava-se numa "falsa biologia." A semelhança fundamental era a ligação das políticas de reprodução com os objetivos ideológicos do Estado.
Havia, porém, diferenças substanciais entre as abordagens dos dois regimes. Nunca a União Soviética de Stalin apoiou a eugenia oficialmente como os nazistas o fizeram - o governo soviético chamava a eugenia de uma ciência fascista (ou "pseudociência burguesa"). No entanto, realmente existiam eugenistas soviéticos. Os dois regimes também tiveram abordagens diferentes da relação entre a família e o trabalho remunerado - o nazismo promoveu a família de um único homem provedor, enquanto o stalinismo promoveu a dupla responsabilidade para os casais.
A Alemanha Nazista, a União Soviética e a Itália Fascista estavam todas muito preocupadas com as baixas taxas de natalidade. As políticas reprodutivas da União Soviética e da Alemanha nazista foram administradas por meio de seus sistemas de saúde. Ambos os regimes viram os cuidados de saúde como um pilar fundamental para seus projetos de desenvolvimento de uma nova sociedade.
Enquanto a União Soviética tinha a concepção de um sistema de saúde pública a partir do zero, a Alemanha nazista o havia construído sobre o sistema público de saúde preexistente no Império Alemão, que tinha sido desenvolvido desde 1883 pela legislação de Otto von Bismarck, o qual criou o primeiro programa de saúde pública nacional do mundo, e desde então os cuidados de saúde pública tinham aumentado dramaticamente em escopo.
Os nazistas centralizaram o sistema de saúde alemão a fim de fazer cumprir componentes ideológicos nazistas. Eles substituíram voluntários e agências sociais do governo já existentes por outros, que foram dedicados a higiene racial e outros componentes da ideologia nazista (ver: Eugenia nazista e Lebensborn). O Partido Comunista da URSS abraçou a eugenia em 1920, com a fundação da Sociedade de Eugenia Russa, seguida no ano seguinte pela fundação da Mesa da Eugenia na Academia Soviética de Ciências.

### Violência política
Tanto o stalinismo como o nazismo a utilizaram a violência em massa. Tanto a União Soviética stalinista como a Alemanha nazista utilizaram campos de concentração liderados por agentes do Estado (NKVD na União Soviética e SS na Alemanha nazista). Ambos os regimes estavam envolvidos em violência contra as minorias com base em xenofobia. A violência xenófoba dos nazistas era franca, mas racionalizada sob forma de atos contra elementos antissociais, enquanto a violência xenófoba dos stalinistas estava disfarçada sob forma de atos contra elementos socialmente perniciosos, um termo que visava nacionalidades de diásporas.
Tanto a União Soviética de Stalin como a Alemanha nazista eram sociedades violentas, onde a violência em massa foi aceita pelo Estado, como no Grande Terror de 1937-1938 na União Soviética e no Holocausto na Alemanha nazista e nos seus territórios ocupados durante a Segunda Guerra Mundial. A União Soviética stalinista estabeleceu os chamados assentamentos especiais, para onde foram expulsos os socialmente prejudiciais ou socialmente perigosos, que incluíam ex-presidiários, criminosos, vagabundos, desprivilegiados e elementos desclassificados. Os assentamentos especiais estavam em grande parte na Sibéria, no extremo norte, nos Montes Urais ou em outros territórios inóspitos.

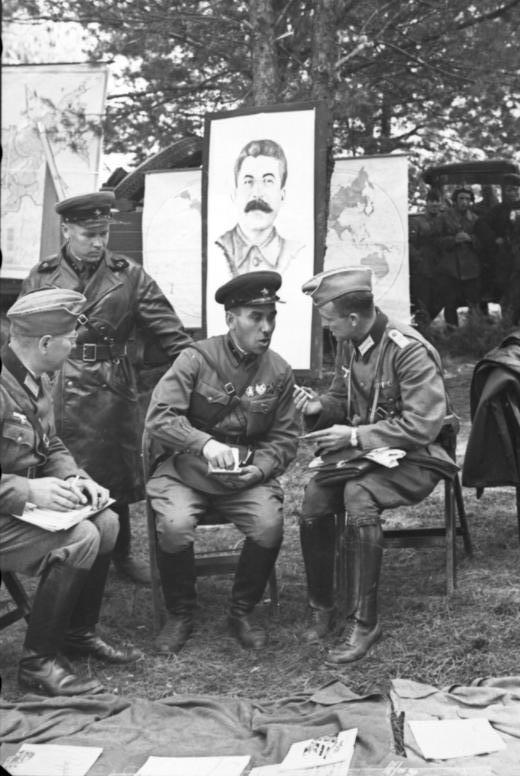
Soldados alemães e soviéticos durante a transferência de Brest para o controle soviético, em 1939 (ver: Desfile militar germano-soviético em Brest-Litovsk).

Em julho de 1933, a União Soviética fez uma prisão em massa de 5000 romenos, com base em sua etnia, os quais foram deportados nesse mês para os assentamentos especiais na Sibéria ocidental. Em 1935, a União Soviética prendeu 160 000 pessoas desabrigadas e delinquentes juvenis e enviou muitos deles para colônias de trabalho do NKVD, onde eles fizeram trabalho forçado.
Similar ao nazismo, o stalinismo, na prática da União Soviética, realizou deportações étnicas de 1930 até o início de 1950, com um total de 3 milhões de cidadãos soviéticos, que estavam sendo submetidos ao reassentamento com base étnica. A primeira grande deportação étnica ocorreu entre dezembro de 1932 e janeiro de 1933, durante a qual cerca de 60.000 cossacos de Kuban foram coletivamente criminalizados com a associação à resistência ao socialismo e a afiliação ao nacionalismo ucraniano.
De 1935 a 1936, a União Soviética deportou cidadãos soviéticos de origem alemã e polonesa que viviam em bairros ocidentais da Ucrânia e cidadãos soviéticos de origem finlandesa que viviam na fronteira da União Soviética com a Finlândia. Essas deportações afetaram dezenas de milhares de famílias de setembro a outubro de 1937. As autoridades soviéticas deportaram a minoria coreana de sua região do Extremo Oriente na fronteira com a Coreia, que era controlada pelos japoneses. As autoridades soviéticas apontaram o território como um solo rico para os japoneses lavrarem - o que implica a suspeita soviética de que os coreanos poderiam unir forças com os japoneses.
Mais de 170 000 coreanos foram deportados para partes remotas da Ásia Central soviética de setembro a outubro de 1937. Essas deportações baseadas etnicamente refletiam uma nova tendência na política stalinista de xenofobia soviética, com base em fundamentos ideológicos, a suspeita de que essas pessoas eram suscetíveis à influência capitalista estrangeira, e com base em um nacionalismo russo ressurgente.
Após a Alemanha nazista ter declarado guerra contra a União Soviética, em 1941, esta iniciou outra grande rodada de deportações étnicas. O primeiro grupo-alvo eram alemães soviéticos. Entre setembro de 1941 e fevereiro de 1942, 900 mil pessoas - mais de 70 por cento de toda a comunidade alemã soviética - foram deportadas para o Cazaquistão e a Sibéria em operações de massa.
A segunda onda de deportações em massa ocorreu entre novembro de 1943 e maio de 1944, em que as autoridades soviéticas expulsaram seis grupos étnicos (bálcares, chechenos, tártaros da Crimeia, inguches, carachais e calmucos), que totalizaram 900 000 pessoas. Também houve operações de menor escala, que envolveram a limpeza étnica das minorias da diáspora durante e após a Segunda Guerra Mundial, na qual dezenas de milhares de búlgaros da Crimeia, gregos, iranianos, khemshils, curdos, turcos e turcos mesquécios foram deportados do mar Negro e das regiões da fronteira transcaucásia.

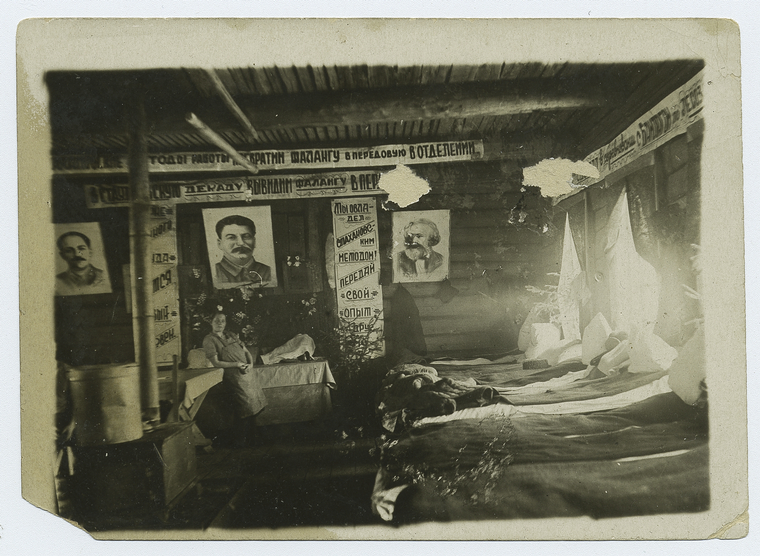
Um gulag, semelhante aos campos de concentração nazistas.

Dois grupos étnicos que foram especificamente orientados para a perseguição pela União Soviética de Stalin foram os chechenos e os inguches. Ao contrário das outras nacionalidades, que poderiam ser suspeitas de conexão com estados estrangeiros, os chechenos e os inguches eram completamente nativos da União Soviética. Em vez disso, o governo alegou que a cultura desses povos não se encaixava com a da União Soviética como um todo - como chechenos sendo acusados de ser associados ao banditismo - e afirmou que o governo teve de intervir a fim de recriar e reformar a cultura deles.
Na prática, isso significava operações punitivas fortemente armadas, realizadas contra chechenos "bandidos" que não conseguiram realizar a assimilação forçada, resultando em as autoridades soviéticas, em 1944, realizarem uma enorme operação de limpeza étnica, na qual foram presos e deportados mais de 500 000 chechenos e inguches do Cáucaso para a Ásia Central e o Cazaquistão, a fim de "aliviar" as minorias russas (30 por cento da população) da Chechênia-Ingúchia.
A deportação dos chechenos e inguches também envolveu o massacre direto de milhares de pessoas e as condições severas impostas sobre os deportados - eles foram colocados em vagões de trem sem lacre, com pouca ou nenhuma comida, para uma viagem de quatro semanas durante a qual muitos morreram de fome e exaustão. A principal diferença entre as deportações nazistas e stalinistas estava em seu propósito: enquanto a Alemanha nazista realizava limpeza étnica para produzir a purificação do seu território, a União Soviética de Stalin realizava limpeza étnica a fim de remover as minorias de áreas estrategicamente importantes.

### Campos de concentração
Obras de historiadores, como Ernst Nolte, Andreas Hillgruber e outros na década de 1980, compararam as políticas de Adolf Hitler e Josef Stalin e traçaram um paralelo entre o sistema de campos de concentração na União Soviética e na Alemanha nazista. Estudiosos defendem a tese de que os campos de concentração nazistas foram claramente inspirados no modelo do sistema Gulag soviético.
Margarete Buber-Neumann disse em suas memórias que tanto os campos de concentração comunistas (1937-1940) como os nazistas (1940-1945) em que ela esteve tinham métodos muito similares. Depois que foi prisioneira de um campo de concentração de Ravensbrück, ela resumiu suas observações da seguinte forma:

Entre os crimes de Hitler e os de Stalin, na minha opinião, não existe apenas uma diferença quantitativa. Para ter certeza, o comunismo como uma ideia originalmente era positivo, e o nacional-socialismo nunca foi positivo; ele foi, desde a sua origem e desde o seu início, criminoso em seus objetivos e em seu programa. Eu não sei se a ideia comunista, se sua teoria, já continha uma falha básica ou se só a prática soviética sob Stalin traiu a ideia original e estabeleceu na União Soviética uma espécie de fascismo.

### Criação do Novo Homem

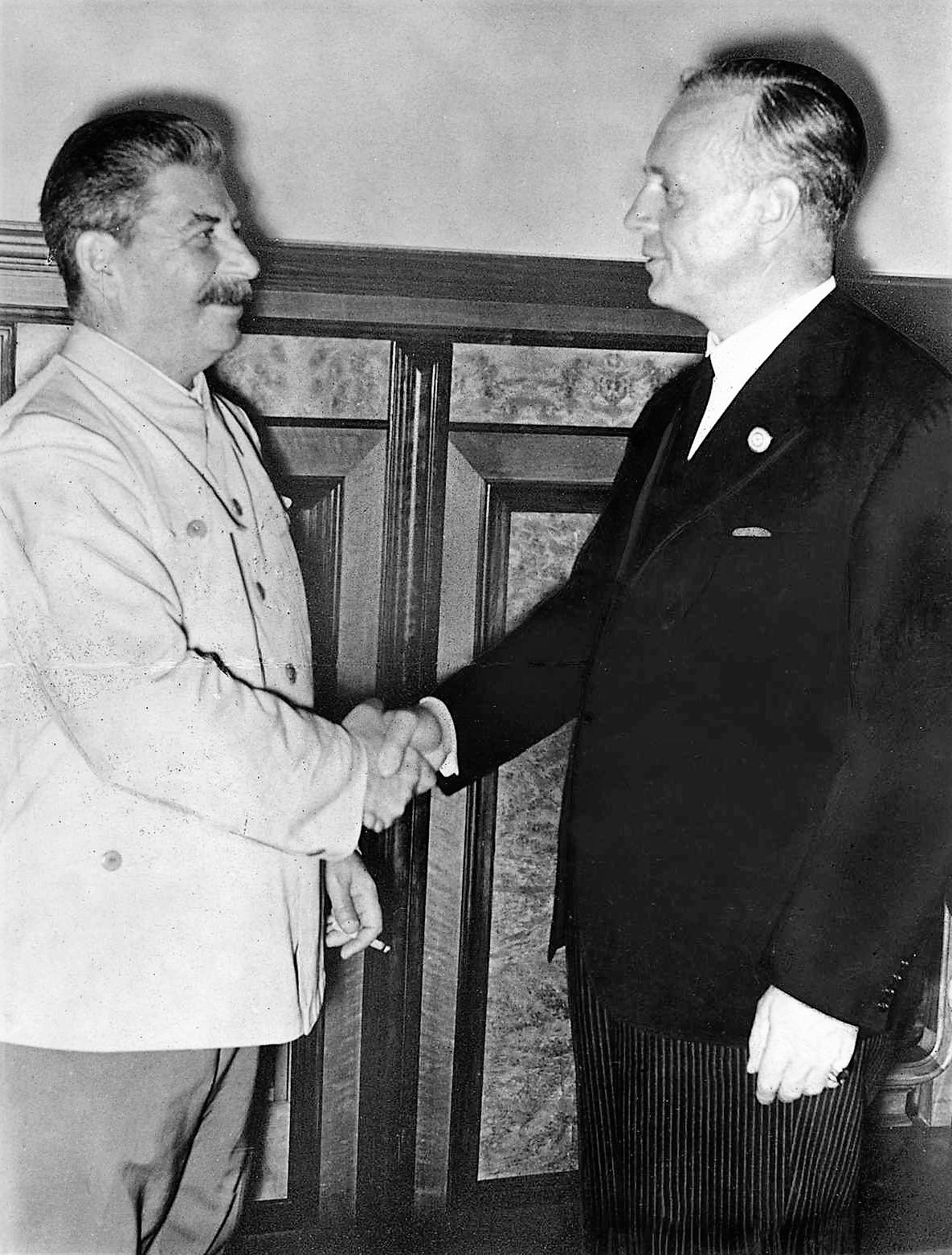
Joseph Stalin e o Ministro das Relações Exteriores da Alemanha, Joachim von Ribbentrop, no Kremlin, em agosto de 1939, assinando o Pacto Molotov-Ribbentrop.

Tanto o stalinismo como o nazismo compartilharam uma visão ideológica de criação de um tipo de "homem novo", ambos identificando o mundo burguês, o velho mundo, como obsoleto, e ambos envolvendo uma rejeição total do liberalismo, bem como dos direitos e das liberdades individuais, pretendendo criar uma sociedade nova e antiliberal. Essa visão do Homem Novo diferiu entre eles: os stalinistas concebiam o Novo Homem que, necessariamente, envolveria a libertação de toda a humanidade, uma meta global e não étnica (ver: Novo homem soviético), enquanto os nazistas concebiam o Novo Homem como uma raça superior (Übermensch ou "super-homem") que organizaria uma nova hierarquia racial na Europa.  A historiadora Françoise Thom argumenta que, enquanto o nazismo baseava-se numa falsa biologia, o comunismo apoiava-se numa falsa sociologia.

### Militarismo
Tanto a União Soviética sob Stalin como a Alemanha Nazista exibiram militarismo. Ambas colocaram uma grande ênfase na criação de um partido-exército, com as forças armadas regulares controladas pelo partido, como os comissários políticos da União Soviética e os equivalentes oficiais de orientação nacional-socialista em 1943. Evidências histórias indicam que, o III Reich só conseguiu construir sua nova Wehrmacht (forças armadas) graças à ajuda decisiva da URSS. E, que a NKVD soviética treinou oficiais da SS nazista. Existiu uma real possibilidade de a URSS tornar-se uma quarta potência do Eixo (ver: Negociações sobre a adesão da União Soviética ao Eixo).

## Diferenças
O historiador Conan Fischer argumenta que os nazistas eram sinceros em seu uso do adjetivo "socialista", que eles o viam como inseparável do adjetivo "nacional" e o sentiam como um socialismo da raça-mestre, em vez do socialismo dos desfavorecidos e oprimidos em busca de justiça e igualdade de direitos. No entanto, ambas as ideologias defenderam a teoria da nação proletária (have-not, proletarian-nation). Lênin iria adotá-la somente depois que ela foi introduzida na Itália.
Além disso, Hitler, por razões táticas, tinha retoricamente usado chavões socialistas na plataforma do partido em 1920. Segundo o historiador britânico George Watson: "Ele [Hitler] declarou que tinha aprendido muito do marxismo, por ler Marx. Que todo nacional-socialismo foi, doutrinadamente, baseado nele." Na verdade, muitos parágrafos do programa do partido eram obviamente apenas um apelo demagógico ao humor das classes mais baixas, usando slogans socialistas, que foram colocados por insistência de Anton Drexler e Gottfried Feder, os quais aparentemente acreditavam no socialismo do nacional-socialismo. Na prática, esses pontos eram meros slogans, a maioria deles esquecidos quando o partido chegou ao poder. O líder nazista mais tarde viria a ser constrangido quando se lembrasse de alguns deles. Enquanto isso, Stalin era consistente em sua implementação da completa nacionalização e comunização do país.

### Atrocidades
Em O Livro Negro do Comunismo, Stéphane Courtois afirma que o regime nazista adotou o sistema de repressão da União Soviética, em particular do sistema Gulag, e que a repressão durante a era soviética foi semelhante à das políticas do nazismo. Courtois considera o comunismo e o nazismo sistemas totalitários ligeiramente diferentes. Ele afirmou que "mais recentemente, um foco único sobre o genocídio judeu, na tentativa de caracterizar o Holocausto como uma atrocidade única, também impediu a avaliação de outros episódios de magnitude comparável no mundo comunista". Courtois afirmou que o genocídio de uma classe pode muito bem ser o mesmo que o genocídio de uma raça e que a morte de uma criança por fome na URSS (ver: Holodomor e Democídio) era igual à morte de crianças judias em um gueto de Varsóvia.

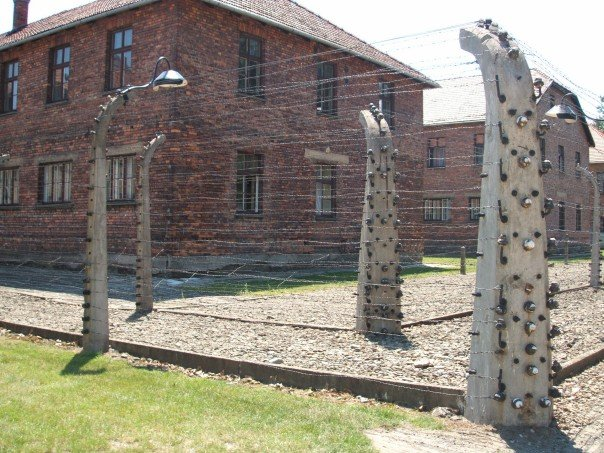
Auschwitz, o mais famoso campo de concentração nazista.

A abordagem de Courtois foi rejeitada por Annette Wievriorka. Ela afirma que Courtois tenta substituir a memória do comunismo pela memória dos crimes nazistas e transferir contas das atrocidades nazistas. O historiador Amir Weiner faz objeções aos argumentos de Courtois. Ele ressalta que a máquina de extermínio de quatro anos do Terceiro Reich, parada apenas pela derrota militar, ainda ofusca qualquer outra calamidade, mesmo quando o número de vítimas é a principal preocupação, e que os camponeses na Rússia não foram alvo in toto para extermínio como eram judeus e outras categorias raciais-biológicas no mundo nazista.
Weiner afirma que a comparação dos nazistas com os soviéticos é falha, pois, quando os sucessores de Stalin abriram as portas dos gulags, eles permitiram que 3 milhões de presos voltassem para casa. Quando os Aliados da Segunda Guerra Mundial libertaram os campos de extermínio nazistas, eles encontraram milhares de esqueletos humanos semimortos, aguardando o que sabiam ser a inevitável execução. O economista e comunista Steven Rosefielde usa o termo "Holocausto Vermelho" para a repressão nos estados comunistas.

## Comparações históricas
Há uma longa tradição de fascismo e comunismo, ou, mais especificamente, de nazismo e stalinismo sendo comparados um ao outro. Na década de 1920, o Partido Social-Democrata da Alemanha (SPD), sob a liderança do chanceler da Alemanha Hermann Müller, adotou a visão de que "vermelho é igual a marrom", ou seja, de que os comunistas e nazistas eram perigos iguais à democracia liberal. Kurt Schumacher disse que os dois movimentos eram iguais. Ele argumentou que o Partido Comunista da Alemanha, que era ferrenhamente stalinista, era feito de nazistas pintados de vermelho. Essa comparação foi espelhada pela teoria de que a social-democracia foi uma das muitas formas de fascismo, junto com o nazismo e outras ideologias.

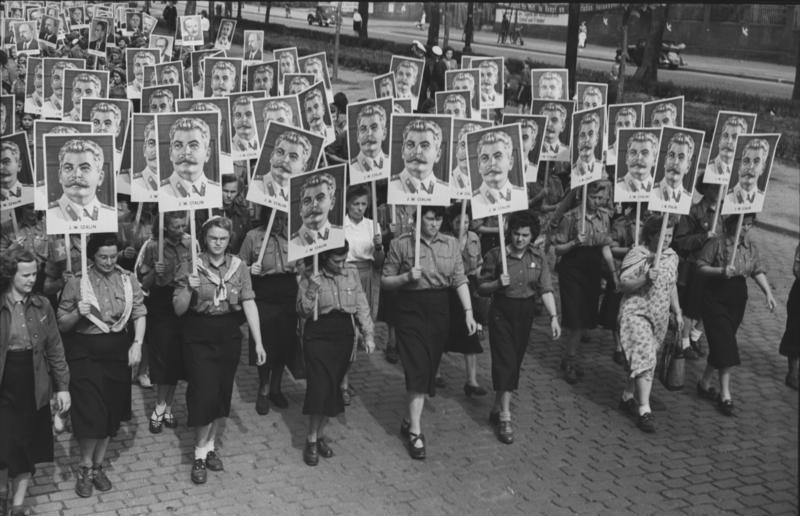
Mulheres prestam culto à personalidade de Stalin.

Um trabalho seminal de Hannah Arendt, Origens do Totalitarismo (1951), descreve e analisa os dois principais movimentos totalitários do século XX, o nazismo e o comunismo. Ela conclui que tanto o nazismo como o comunismo eram movimentos totalitários que buscaram eliminar todas as restrições sobre o poder do Estado. Um grande número de instituições de pesquisa estão se concentrando na análise comparada do fascismo/nazismo e do stalinismo/comunismo, incluindo o Instituto Hannah Arendt para a Pesquisa sobre o Totalitarismo na Alemanha, o Instituto para o Estudo dos Regimes Totalitários da República Checa e o Instituto da Memória Nacional da Polônia.

## Comparações na política moderna
Esta questão por muito tempo provocou controvérsia política e levou a disputas de historiadores na Alemanha na década de 1980. O debate continuou depois da dissolução da União Soviética e da expansão da União Europeia para o ex-território da União Soviética, resultando em pronunciamentos como a Declaração de Praga sobre Consciência Europeia e Comunismo e vários desenvolvimentos relacionados, conhecidos como O Processo de Praga, apoiados principalmente pelos membros da União Europeia mais afetados pelo stalinismo.
Depois das revoluções de 1989, organismos europeus, como a União Europeia e a Organização para a Segurança e Cooperação na Europa, estão cada vez mais tratando o nazismo e o stalinismo (ou às vezes, de forma mais ampla, o fascismo e o comunismo) como duas formas comparáveis de totalitarismo. Foram feitos esforços crescentes para ligar os dois sistemas em museus, monumentos públicos, dias comemorativos e eventos.

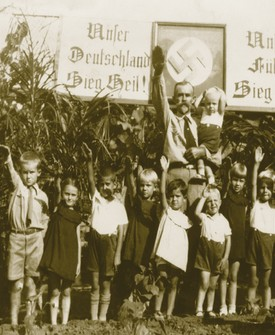
Crianças da Juventude Hitlerista saúdam o Führer.

A Declaração de Praga sobre Consciência Europeia e Comunismo, em 2008, iniciada pelo governo checo e assinada por figuras como Václav Havel, chamada de "uma abordagem comum sobre os crimes dos regimes totalitários e regimes comunistas", com o objetivo de "chegar a um entendimento inteiramente europeu de que tanto o nazismo como os regimes totalitários comunistas devem ser julgados por seus próprios méritos terríveis, destrutivos em suas políticas de aplicação sistemática de formas extremas de terror, suprimindo todas as liberdades civis e humanas a partir de guerras agressivas e, como uma parte inseparável de suas ideologias, exterminando e deportando nações inteiras e grupos populacionais; e que, como tal, devem ser considerados os principais desastres que arruinaram o século XX".
O Partido Comunista da Grécia se opôs à Declaração de Praga e criticou "a nova escalada da histeria anticomunista liderada pelo Conselho da UE, pela Comissão Europeia e pelo pessoal político da classe burguesa no Parlamento Europeu". O Partido Comunista da Grã-Bretanha opinou que a Declaração de Praga "é uma repetição das tentativas persistentes de historiadores reacionários para equiparar o comunismo soviético ao fascismo hitlerista, ecoando as antigas calúnias dos autores britânicos, como a do socialista George Orwell, ou de Robert Conquest".
A Declaração de Vilnius da Organização para a Segurança e Cooperação na Europa (OSCE), "reconhecendo a singularidade do Holocausto", afirmou que "no século XX, os países europeus tiveram dois grandes regimes totalitários, o nazista e o stalinista, o que provocou genocídio, violações dos direitos humanos e das liberdades, crimes de guerra e crimes contra a humanidade". O jornal The Economist argumentou que "apesar dos protestos da Rússia, Stalin não era menos vilão do que Hitler", mas observou: "O debate não vai mudar o mundo: a assembleia parlamentar é apenas um espaço de debate nos bastidores dos 56 membros da OSCE. Suas resoluções não são juridicamente vinculativas". Em 2005, a ONU designou 27 de janeiro como o Dia Internacional da Lembrança do Holocausto. Desde 2009, a União Europeia oficialmente comemora o Dia Europeu da Memória das Vítimas do Estalinismo e do Nazismo, proclamado pelo Parlamento Europeu em 2008 e apoiado pela Organização para a Segurança e Cooperação na Europa, em 2009, e oficialmente conhecido como o Dia da Fita Preta em alguns países (como o Canadá).
O Presidente do Parlamento Europeu, Hans-Gert Pöttering, argumentou que "os dois sistemas totalitários (stalinismo e nazismo) são comparáveis e terríveis". Em alguns países da Europa Oriental, a negação dos crimes fascistas e comunistas foi explicitamente proibida e o Ministro dos Negócios Estrangeiros checo, Karel Schwarzenberg, argumentou que "há uma preocupação fundamental aqui de que os sistemas totalitários sejam medidos pelo mesmo padrão". No entanto, a Comissão Europeia rejeitou os apelos para uma legislação semelhante à da UE, devido à falta de consenso entre os estados-membros.
A União Europeia estabeleceu a Plataforma da Memória e Consciência Europeia, um projeto educacional proposto inicialmente pela Declaração de Praga, para promover a avaliação igualitária de crimes totalitários na Europa. Vários estados-membros da UE estabeleceram agências governamentais e institutos de pesquisa com a tarefa de avaliação dos crimes totalitários, que traçaram paralelos entre o nazismo e o stalinismo ou entre o fascismo e o comunismo. [carece de fontes?]
Estes incluem o Instituto Tcheco de Estudo dos Regimes Totalitários, o Instituto Polonês da Memória Nacional, a Comissão Internacional da Lituânia para a Avaliação dos Crimes de Ocupação dos Regimes Nazista e Soviético na Lituânia e o museu Casa do Terror na Hungria. Um grupo representante de todos os partidos do Parlamento Europeu, o Grupo de Reconciliação de Histórias Europeias, foi formado para promover a sensibilização do público para os crimes de todos os regimes totalitários no âmbito da UE. [carece de fontes?]
A declaração aprovada pelo Parlamento da Rússia disse que as comparações do nazismo e do stalinismo são "blasfemas para todos os veteranos antifascistas do movimento, as vítimas do Holocausto, os prisioneiros dos campos de concentração e as dezenas de milhões de pessoas ... que sacrificaram suas vidas em prol da luta contra a teoria racial anti-humana dos nazistas".